# Коное Мотодзане
Коное Мотодзане (яп. 近衛 基実, 1143 — 23 серпня 1166) — японський середньовічний державний діяч, кампаку в 1158—1165, регент (сешшьо) у 1165—1166. Засновник роду Коное.

## Життєпис
Походив з аристократичного роду Фудзівара. Другий син Фудзівара но Тадамічі, сешшьо і кампаку, та Мінамото но Нобуко.
Народився у 1143 . Отримав від батько маєток, за яким став зватися Коное.
У 1149 надано старший п'ятий ранг, а в 1150 — молодший четвертий ранг.
У 1150 призначено кокусі провінції Омі.
У 1151 стає власником старшого четвертого рангу. В цей час посилилася боротьба між Тадамічі та екс-імператором Тобою.
У 1152 отримав молодший третій ранг, а 1153 — старший третій ранг та посаду кокусі провінції Харіми.
У 1155 призначено середнім державним радником.
У 1156 разом з батьком брав участь на боці імператора Ґо-Сіракави у смуті Хоґен, яка завершилася поразкою екс-імператора Сутоку.
У 1157 стає старшим державним радником. Того ж року отримує молодший другий ранг.
У 1158 після відставки батька отримує посаду кампаку.
У 1159 не підтримав заколот Фудзівара но Нобуйорі, внаслідок чого владу фактично захопив клан Тайра. З цього часу вплив Фудзівара зійшов на нівець.
У 1160 призначено Лівим міністром.
У 1165 стає сешшьо при малолітньому імператорі Рокудзьо, але помер вже в 1166. Його посада перейшла до Фудзівара но Мотофуса.